# Wilhelm Diers
Wilhelm Diers (* 27. Oktober 1902; † 2. Januar 1950 in Bremen) war ein deutscher Politiker (SPD) und Mitglied der Bremischen Bürgerschaft.

## Biografie
Diers war als Elektriker in Bremen tätig.
Er wurde Mitglied der SPD und war von 1947 bis 1950 Mitglied der 2. Bremischen Bürgerschaft und dort Mitglied verschiedener Deputationen. Nach 1945 war er Vorsitzender der kommunalen Arbeitsgemeinschaft Woltmershausen-Rablinghausen.
Diers war verheiratet und hatte einen Sohn.